# 懿昭世子
懿昭世子（1750年9月27日—1752年4月17日），諱琔（정），是朝鮮王朝第二十一代國王朝鮮英祖李昑的長孫，莊獻世子李愃之嫡長子。幼名昌興（창흥），被冊封為世孫時，改名琔。正祖的同母兄及恩彦君、恩信君、恩全君的異母兄。
英祖二十六年（1750年）八月二十七日丑時，世子嬪洪氏於昌慶宮景春殿生下元孫李琔，次年五月十三日李琔被冊封為王世孫，但一年後（1752年）三月初四日他就在通明殿去世，諡號懿昭世孫（의소세손），葬漢城府北阿峴洞阿峴站入口附近鞍峴南麓懿寧園（의령원）。1949年6月1日墓地迁葬京畿道高陽郡元堂邑西三陵。
高宗在1899年追封莊獻世子為莊宗追尊後，連帶李琔也改稱世子——懿昭世子（의소세자）。不久高宗再為莊宗追上帝號莊祖懿皇帝後，李琔亦改為皇太子，稱懿昭皇太子（의소태자）。

## 家族
- 祖父：朝鮮英祖李昑
- 嫡祖母：貞聖王后徐氏、貞純王后金氏
- 祖母：昭裕暎嬪李氏
  - 父：莊獻世子李愃（莊宗大王、莊祖懿皇帝）
- 外祖：永豐府院君洪鳳漢
- 外祖母：韓山府夫人李氏
  - 母：獻敬惠嬪洪氏（獻敬王后、獻敬懿皇后）
    - 弟：正祖大王李祘（1752年－1800年）
    - 妹：清衍郡主（1754年－1821年），後贈公主。
    - 妹：清璿郡主（1756年－1802年），後贈公主。

## 附註
1. ↑  .   [2016-11-03]. （原始内容存档于2019-08-22）.
2. ↑  .   [2016-11-03]. （原始内容存档于2019-08-18）.
3. ↑  덕성(德性)이 순숙(純淑)한 것을 의(懿)라 하고 용의(容儀)가 공손하고 아름다운 것을 소(昭)라 한다. 【영조실록 제76권, 영조 28년 음력 4월12일 1번째기사】
4. ↑  .   [2013-04-01]. （原始内容存档于2019-08-23）.